# Миргород (авіабаза)
Авіаба́за Ми́ргород — військово-повітряна база поблизу міста Миргород Полтавської області.

## Історія

### Створення
Миргородський аеродром був побудований в середині 1930-х років. Використовувався Червоним Повітряним флотом.

### Друга світова війна
У період окупації Полтавщини німецько-фашистськими загарбниками на аеродромі базувалися літаки Люфтваффе.
Після визволення Миргорода з вересня 1943 року на аеродромі базувався 804-й бомбардувальний авіаполк (з 5 лютого 1944 року — 161-й гвардійський БАП) 293-ї бомбардувальної авіаційної дивізії на літаках Пе-2.
У 1944—1945 роках аеродром використовувала авіація союзників в операції «Френтік». Таку кодову назву мала спільна радянсько-американська операція з човниковим рухом американських бомбардувальників за трикутником Англія — Італія — Полтава. За легендою операції Миргородський аеродром на деякий час став «Station 561» (скорочення від англійського «USAAF Station 561» — «авіабаза ВПС США № 561»).
З метою забезпечення операції, в березні 1944 року в ВПС РСЧА була сформована 169-та авіаційна база особливого призначення (169 АБОН), метою якої було проведення всіх підготовчих робіт і організація взаємодії з американцями. До складу АБОН були включені підрозділи аеродромного обслуговування, технічні, інженерні, автомобільні та інші спеціальні формування. Командиром Миргородського батальйону аеродромного обслуговування був призначений майор Г. Тадеєв.
2 червня на аеродромі приземлилися перші бойові літаки союзників — 65 важких бомбардувальників B-17. Протягом чотирьох місяців американці здійснили 18 рейдів з полтавського аеровузла (Полтава, Миргород, Пирятин) — 2207 літако-вильотів на 12 важливих об'єктів в глибокому тилу противника, в повітряних боях ними було знищено щонайменше 100 німецьких літаків, на землі — понад 60. Літаки-розвідники виконали 117 бойових вильотів і сфотографували 174 цілі.

### Післявоєнний період
У 1950-ті роки аеродром Миргород кардинально модернізували. У 1953 році поклали нове бетонне покриття злітно-посадкової смуги, руліжних доріжок тощо. Повторно введений в експлуатацію у 1956 році. До кінця 1970-х років на Миргородському аеродромі базувався 202-й важкий бомбардувальний авіаполк на літаках Ту-4, а з 1955 року на озброєнні 202 вбап — важкі реактивні бомбардувальники Ту-16.
З 1977 року на миргородському аеродромі постійно базується 831-й Галацький орденів Червоного прапора і Кутузова ІІІ ступеня винищувальний авіаполк на літаках МіГ-21, а з 1985 року — на важких багатоцільових винищувачах-перехоплювачах Су-27. 

### Після 1991 року

Миргородська авіабаза

13 січня 1992 року полк склав присягу на вірність українському народу. Зараз це — 831-а бригада тактичної авіації Повітряних сил Збройних сил України. У складі Збройних сил України частина завжди була і залишається однією з найбоєздатніших одиниць Повітряних сил.

### Російсько-українська війна
У листопаді 2020 року проводяться роботи з відновлення летовища. Пошкодження аеродромних плит були не критичними, але подальше використання аеродрому за основним призначенням без виконання відновлювальних робіт було не можливим. Підлягали заміні 57 шт. аеродромних плит (ПАГ), нарізано понад 1000 метрів погонних швів та демонтовано 624 квадратних метрів монолітного покриття.
2 квітня 2022 року загарбники випустили 3 ракети по інфраструктурних об'єктах у місті. Силами й засобами протиповітряної оборони Збройних сил України вдалося знищити декілька ворожих крилатих ракет. Однак унаслідок обстрілу пошкоджені злітна смуга Миргородського аеропорту, інфраструктура аеродрому та сталося загоряння складу паливно-мастильних матеріалів.